# Juan José Cobo Acebo
Juan José Cobo Acebo (Torrelavega, 11 de febrer de 1981) és un ciclista espanyol, professional des del 2004 fins al 2014.
Com a ciclista amateur va guanyar una etapa de la Volta a Palència, el Campionat càntabre de contrarellotge i el d'Espanya sots 23. Aquest darrer triomf, el 2003, el va catapultar cap al professionalisme, categoria en la qual debutaria el 2004 amb l'equip Saunier Duval-Prodir al Tour de Qatar. Els dos anys posteriors foren molt durs, i no serà fins al 2007 quan demostri tot el seu potencial en guanyar dues etapes i la general de la Volta a Euskadi.
El 14 de juliol de 2008 va fer una gran etapa al Tour de França, arribant escapat amb el seu company d'equip Leonardo Piepoli a la meta d'Hautacam. Juan José Cobo no disputà l'esprint i va cedir la victòria d'etapa al seu company, ja que demostrà ser més fort en els darrers quilòmetres, tot animant-lo i esperant-lo perquè arribessin junts a meta. Per culpa del positiu de Piepoli l'etapa li fou adjudicada. Dos dies més tard es veié obligat a abandonar, junt amb tot l'equip, el Tour per haver donat positiu el seu cap de files Riccardo Riccò.
El 18 de setembre de 2009 va guanyar l'avantpenúltima etapa de la Volta a Espanya, amb final a la Granja de San Ildefonso.
El 4 de setembre de 2011 va guanyar la quinzena etapa de la Volta a Espanya, amb final a l'Alt de l'Angliru, col·locant-se líder de la classificació general fins al final de la cursa, que va acabar guanyant.
Va ser desposseït dels seu títol de la Vuelta de 2011 8 anys més tard per dopatge.

## Palmarès
- 2002
  - Vencedor d'una etapa de la Volta a Palència
- 2003
  -  Campió d'Espanya sub-23 en contrarellotge
  - Vencedor de 2 etapes de la Bidasoa Itzulia
  - Vencedor d'una etapa de la Volta a Navarra
- 2007
  - 1r a la Volta a Euskadi i vencedor de 2 etapes
- 2008
  - Vencedor d'una etapa al Tour de França
  - Vencedor d'una etapa a la Volta a Burgos
  - Vencedor d'una etapa a la Volta a Portugal
- 2009
  - Vencedor d'una etapa a la Volta a Castella i Lleó
  - Vencedor d'una etapa a la Volta a Espanya

### Resultats al Tour de França
- 2007. 20è de la classificació general
- 2008. Retirat junt amb tot l'equip Saunier Duval-Scott (12a etapa)
- 2012. 30è de la classificació general

### Resultats al Giro d'Itàlia
- 2005. Abandona (14a etapa)
- 2013. 116è de la classificació general

### Resultats a la Volta a Espanya
- 2006. Abandona (9a etapa)
- 2009. 10è de la classificació general. Vencedor d'una etapa
- 2011. Desposseït del seu triomf a la general i d'etapa per dopatge.
- 2012. 63è de la classificació general